# Radio Kosmos
Kosmos 94.1, ook wel Radio Kosmos genoemd, is een Afrikaanstalig commercieel radiostation in Namibië. Het station is gevestigd in de hoofdstad Windhoek. Naast de Afrikaanstalige zender van de staatsomroep Namibian Broadcasting Corporation (de opvolger van de Suidwes-Afrikaanse Uitsaaikorporasie) is Radio Kosmos de grootste Afrikaanstalige radiozender van Namibië. Het is een van de weinige radiostations in Namibië die 24 uur per dag uitzendt.